# Dani Mallo
Daniel Mallo Castro (Cambre, Galiza, 25 de janeiro de 1979) é um futebolista da Espanha que atua na posição de goleiro. Sua estatura é de 1,86m de altura, pesa 83 Kg.
Esteve no Elche, por empréstimo do Deportivo de La Coruña. De 2006 a 2008 esteve no Sporting Clube de Braga, tendo sido quase sempre segunda opção.
No início de 2009 transferiu-se para o Falkirk, do Campeonato Escocês de Futebol. Agora joga no CD Lugo da Galiza.